# Jean-Marc Reiser
Reiser oder Jean-Marc Reiser (* 13. April 1941 in Réhon, Frankreich; † 5. November 1983 in Paris) war ein französischer Comiczeichner.

## Leben
Reiser wurde als Jean-Marc Roussillon im lothringischen Département Meurthe-et-Moselle geboren. Über Kindheit, Ausbildung und Jugend ist wenig bekannt, außer dass er früh Geld verdienen musste, um seine Mutter zu unterstützen, und als Heranwachsender einen Job als Laufbursche beim Weinhandelsunternehmen Nicolas hatte. 
Seit 1958 bis zu seinem Tod zeichnete er eine Unmenge von Bildern und Geschichten in Comicform (frz. bandes dessinées), die von Teilen des Publikums als respektlos oder obszön empfunden werden und deshalb bis heute gleichermaßen Ablehnung wie Begeisterung wecken. Mit einfachen Strichen brachte er die Denkwürdigkeiten des Alltagslebens der Durchschnittsfranzosen auf den Punkt und schreckte dabei weder vor deren Entblößung noch vor „political incorrectness“ zurück. Noch 2004 glaubte die Leitung des Centre Pompidou, am Eingang zu ihrer Reiser-Retrospektive warnen zu müssen: „Vorsicht! Einige der ausgestellten Bilder könnten die Gefühle einzelner Besucher verletzen.“
1960 gründete Reiser mit seinen Kollegen Fred und Cavanna das Comic-Magazin Hara-Kiri, das sich zu einem Tummelplatz talentierter Zeichner entwickelte und Kultstatus bei den Freunden französischer Untergrundcomics besaß. Ab 1966 arbeitete er auch für das kommerziellere Magazin Pilote. Hara-Kiri wurde 1970 vom Innenminister verboten, nachdem es anlässlich des Todes von Staatspräsident Charles de Gaulle in dessen Wohnort Colombey mit der Überschrift „Tragischer Ball in Colombey: 1 Toter“ erschienen war – eine Anspielung auf die Brandkatastrophe in einer Diskothek in Saint-Laurent-du-Pont, bei der einige Tage zuvor 146 Personen ums Leben gekommen waren. Danach veröffentlichte Reiser seine Zeichnungen und Bildergeschichten im Nachfolgemagazin Charlie Hebdo sowie in den Zeitschriften Charlie Mensuel, Métal hurlant und L’Écho des Savanes. Viele seiner Geschichten sind auch in Buchform erschienen, und selbst in Zeitungen wie Le Monde oder Le Nouvel Observateur wurde Reiser gedruckt.
1978 gewann er den Großen Preis am Festival International de la Bande Dessinée d’Angoulême. Zu seinen Bewunderern zählten etwa Walter Moers oder Alice Schwarzer. Reiser starb 1983 an Knochenkrebs.
Seit 1987 trägt die Berufsschule in Longlaville (Lothringen) den Namen Lycée Reiser.
Zu seinem 70. Geburtstag präsentierte das Caricatura Museum für Komische Kunst in Frankfurt am Main von Februar bis Juni 2011 die bis dahin weltweit größte Ausstellung mit rund 240 Werken Reisers. Der Zürcher Verlag Kein & Aber legt aus dem gleichen Anlass die Comic-Bände neu auf, übersetzt von Bernd Fritz.

## Buchveröffentlichungen

### Im Original
bei Éditions du Square, Paris
a) Série bête et méchante
- Ils sont moches
- Mon papa (1979)
- La vie au grand air
- Gros dégueulasse
- La vie des bêtes
- On vit une époque formidable (1976)

b) Hors série
- Vive les femmes! (1978)
- Vive les vacances!
- Phantasmes (1980)

bei Éditions Albin Michel, Paris
- Les copines (1981) ISBN 2-226-01341-5
- Fous d'amour - Vorwort: Cavanna (1984) ISBN 2-226-01266-4
- Saison des amours - Sammelband von Bandes dessinées aus Reisers Zeit bei den Éditions du Square (1986) ISBN 2-226-02727-0
- Jeanine - Zeichnungen aus Hara-Kiri 1976–1982 (1987) ISBN 2-226-02978-8
- La famille Oboulot en vacances (1989) ISBN 2-226-03576-1

bei F1rst/Albin Michel, Paris
- Y'en aura pour tout le monde - les histoires de Coluche, Vorwort: Wolinski, (1989) ISBN 2-87691-059-4

### Werke auf Deutsch
- Vive les femmes! Olms, Zürich 1981, ISBN 3-283-00091-3
- Leben wir nicht in einer herrlichen Zeit? Olms, Zürich 1982, ISBN 3-283-00153-7; neu als: Großartige Zeiten. Kein & Aber, Zürich 2011, ISBN 978-3-0369-5282-6
- Ferien über alles! Olms, Zürich 1986, ISBN 3-283-00154-5
- Der Schweinepriester. Semmel, Kiel 1987; ISBN 3-922969-53-4, Kein & Aber, Zürich 2011, ISBN 978-3-0369-5284-0
- Unter Frauen… Semmel, Kiel 1987, ISBN 3-922969-54-2; Kein & Aber, Zürich 2011, ISBN 978-3-0369-5283-3
- Mein Papa. Semmel, Kiel 1988, ISBN 3-928950-53-3
- Phantasien. Semmel, Kiel 1988, ISBN 3-89719-120-2
- Saison des amours. Semmel, Kiel 1988, ISBN 3-922969-67-4
- Jeanine. Semmel, Kiel 1989, ISBN 3-922969-74-7
- Leben unter heißer Sonne. Semmel, Kiel 1989, ISBN 3-928950-07-X
- Sexdoping!. Semmel, Kiel 1989, ISBN 3-928950-06-1
- Familie Schlaubuckel macht Urlaub. Semmel, Kiel 1990, ISBN 3-922969-85-2
- Reisers Tierleben. Semmel, Kiel 1990, ISBN 3-922969-80-1; Kein & Aber, Zürich 2011, ISBN 978-3-0369-5280-2
- Seid ihr hässlich! Semmel, Kiel 1991, ISBN 3-922969-92-5
- Es ist genug für alle da (mit Coluche). Semmel, Kiel 1991, ISBN 3-89719-121-0
- Die roten Ohren. Semmel, Kiel 1992, ISBN 3-89460-036-5
- Das Glück hat uns links liegen lassen. Achterbahn, Kiel 1995, ISBN 3-928950-94-0
- Man muß das Leben genießen! Achterbahn, Kiel 1996, ISBN 3-928950-76-2
- Zurück zur Natur. Achterbahn, Kiel 1998, ISBN 3-89719-122-9
- Auch das noch: Orgasmussteuer. Achterbahn, Kiel 1998, ISBN 3-89719-123-7

## Ausstellungen
- 2011: Vive Reiser!, Caricatura Museum für Komische Kunst, Frankfurt am Main.[1]